# Шампе (Горња Саона)
Шампе (фр. Champey) насеље је и општина у источној Француској у региону Франш-Конте, у департману Горња Саона која припада префектури Лир.
По подацима из 2011. године у општини је живело 864 становника, а густина насељености је износила 76,46 становника/km². Општина се простире на површини од 11,3 km². Налази се на средњој надморској висини од 354 метара (максималној 524 m, а минималној 342 m).

## Демографија
| 1962. | 1968. | 1975. | 1982. | 1990. | 1999. | 2011. |
| ----- | ----- | ----- | ----- | ----- | ----- | ----- |
| 456   | 508   | 603   | 763   | 785   | 713   | 864   |

График промене броја становника у току последњих година